# Paul Posluszny
Paul Michael Posluszny (* 10. Oktober 1984 in Butler, Pennsylvania) ist ein ehemaliger US-amerikanischer American-Football-Spieler in der National Football League (NFL). Er spielte für die Buffalo Bills und die Jacksonville Jaguars als Linebacker.

## College
Posluszny besuchte die Pennsylvania State University (Penn State) und spielte für deren Team, die Penn State Nittany Lions, äußerst erfolgreich College Football. Er wurde für seine herausragende Leistungen in diverse Auswahlteams berufen und wiederholt mit Auszeichnungen bedacht, darunter mit dem Butkus Award und gleich zweimal mit dem prestigeträchtigen Chuck Bednarik Award.

## NFL

### Buffalo Bills
Posluszny wurde beim NFL Draft 2007 von den Buffalo Bills in der zweiten Runde als insgesamt 34. ausgewählt. Die Bills tauschten ihren Zweit- und Drittrundenpick gegen den Zweitrundenpick der Detroit Lions, um so weiter nach vorne zu rücken und ihn auswählen zu können. Nach drei guten Spielen als Starting- Middle Linebacker war für ihn wegen eines gebrochen Arms seine Rookie-Saison bereits wieder zu Ende.
In der Spielzeit 2008 konnte er über 100 Tackles erzielen und 2010 wurde er von seinen Kollegen zu einem der beiden Mannschaftskapitäne der Defense gewählt.

### Jacksonville Jaguars
Im Juli 2011 unterschrieb er bei den Jacksonville Jaguars einen Sechsjahresvertrag in der Höhe von 42 Millionen US-Dollar, 15 Millionen davon garantiert.
In den ersten drei Saisonen lief er in jedem Spiel auf und konnte jeweils deutlich mehr als 100 Tackles setzen. 2013 gelang ihm nicht nur sein erster und bislang einziger Touchdown, Posluszny konnte einen abgefangenen Pass Peyton Mannings 59 Yards weit in die gegnerische Endzone tragen, er wurde auch in den Pro Bowl berufen.
Wegen einer Muskelverletzung konnte er 2014 nur sieben Spiele bestreiten. In den folgenden Spielzeiten zeigte er wieder seine konstant guten Leistungen und blieb fixer Bestandteil der Defense der Jaguars.
Am 13. März 2018 gab er das Ende seiner Karriere bekannt.
Zum 25-jährigen Jubiläum der Jaguars wurde Posluszny auf Platz 11 der 25 besten Jaguars-Spieler (Jaguars All-25) gewählt.